# Hercules Magusanus

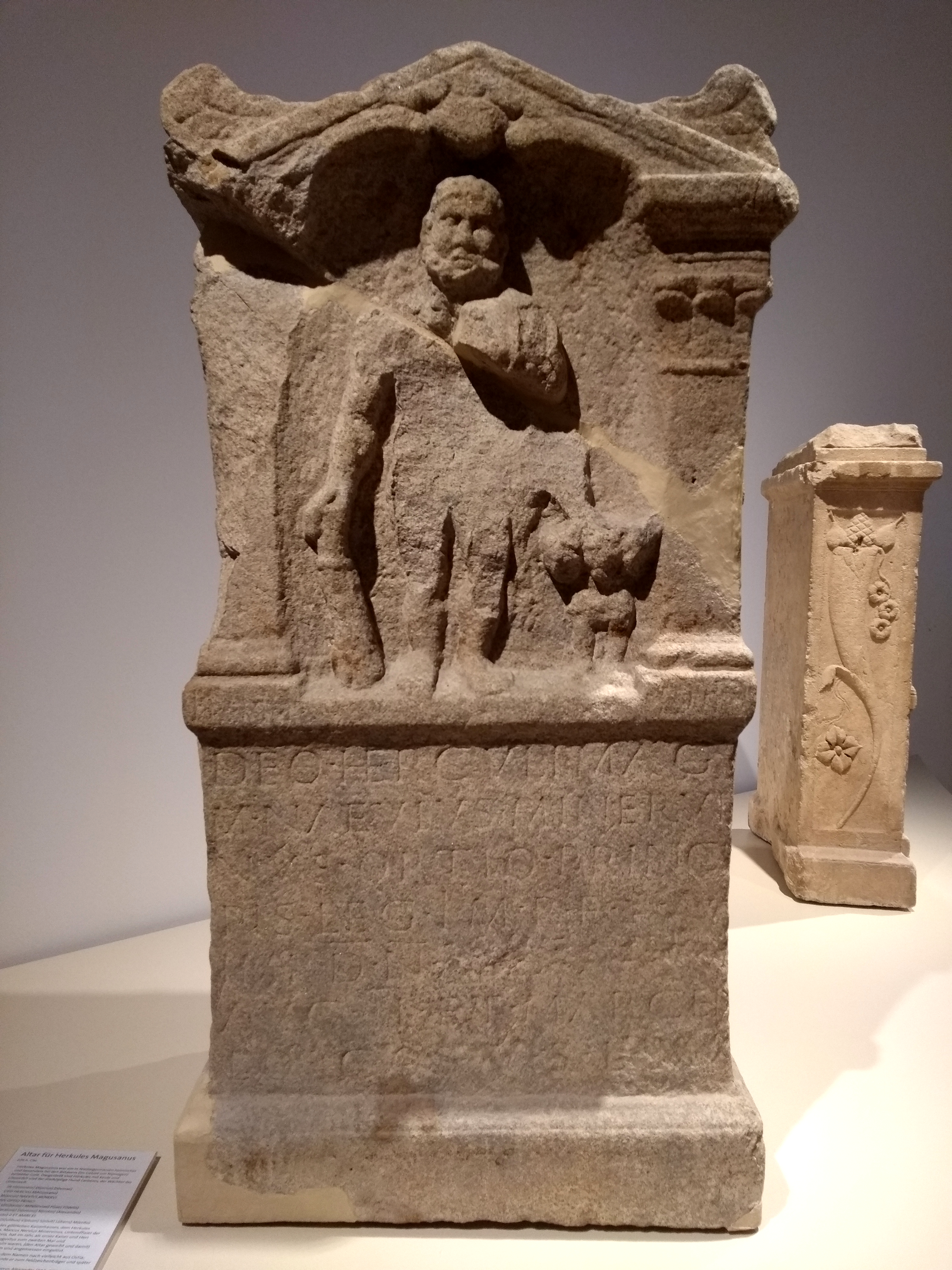
Altar für Hercules Magusanus aus Bonn mit Darstellung des Gottes sowie des Höllenhundes Cerberus

Hercules Magusanus (auch Hercules Magusenus) ist der Name eines germanischen Gottes, der überwiegend im römischen Niedergermanien verehrt wurde. Er gilt als Hauptgottheit der Bataver mit der Funktion einer Kriegsgottheit, beziehungsweise einer kriegerischen Wesenshaftigkeit.

## Überlieferung und Verbreitung

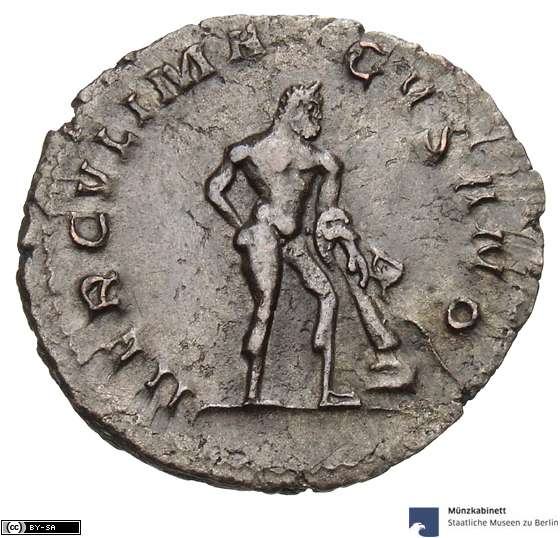
Antoninian des Postumus mit Legende und Bild des Hercules Magusanus in klassischer Darstellung mit Keule und Löwenfell

Der Name Magusanus oder Magusenus erscheint auf römerzeitlichen Weihesteinen, einer Kalksteinstatuette, Armringen und zwei 260/1 geprägten Münzemissionen des gallischen Kaisers Postumus. Hinzu kommt eine Bronzestatuette des Hercules, die im Tempelbezirk von Empel zusammen mit einem Bronzeplättchen mit einer Weihung an Hercules Magusenus gefunden wurde.
1989 bis 1991 wurde der Tempelbezirk von Empel ausgegraben. In dem ab Mitte des 1. Jahrhunderts errichteten gallo-römischen Umgangstempel wurde der Gott zentral verehrt und ihm Opfer dargebracht. Weitere Hercules-Magusanus-Kultorte im Siedlungsgebiet der Bataver waren die Tempel in Elst und in Kessel bei Oss. Ein weiterer Neufund wurde 2021 in der sich in Ergrabung befindlichen Tempelanlage von Herwen-Hemeling gefunden.
Der überwiegende Teil der Funde stammt aus der römischen Provinz Germania inferior, allerdings liegen auch Hinweise auf die Verehrung des Gottes außerhalb dieses Raums vor. Es handelt sich um je eine Inschrift aus Rom und Schottland sowie vier aus Dakien. Die dortigen Kultanhänger waren Soldaten, die ursprünglich aus der Provinz Germania inferior stammten und teilweise den dort ausgehobenen batavischen Hilfstruppen angehörten.
Eine Inschrift aus Malburg (Gelderland) nennt ihn zusammen mit der germanischen Göttin Haeva.
Nach Jan de Vries bezeugt die geographische Verteilung dieser Weihinschriften mit dem Kern am Niederrhein die Bedeutung der Verehrung durch die dortige Bevölkerung. Das Fundgebiet umfasst die Siedlungsräume der germanischen Stämme der Bataver, Cugerner, Marser, Ubier und Tungerer. Ein Fund von Mumrills weist gleichfalls auf die Region des Niederrheins hin, da der Stifter ein Legionär war, der der „ala Tungrorum“ angehörte. Ein Centurio der Legio I Minervia stiftete den Weihestein, der in Bonn gefunden wurde. De Vries weist darauf hin, dass Angehörige dieser Einheit verschiedenen germanischen Gottheiten Weihesteine stifteten, so für Hludana, Sunuxsal und die Matronae Aufaniae.

## Ikonographie
Die Kalkstein- und die Bronzestatuette (diese zusätzlich mit einem Trinkgefäß) sowie die Münzen zeigen den nackten Hercules mit Löwenfell und Keule, die Darstellung auf einem Weihaltar aus Bonn zeigt zusätzlich noch Cerberus. Die bildlichen Darstellungen des Hercules Magusanus sind somit von sonstigen römischen Darstellungen des Hercules nicht zu unterscheiden.

## Etymologie und Deutung
In der Forschung wird Hercules Magusanus einerseits als germanischer, andererseits als keltischer Gott angesehen. Für den germanischen Ursprung wird geltend gemacht, dass die Dedikanten meist germanische Namen tragen, weshalb mit einem germanischen Gott gerechnet werden müsse, bei dem es sich um eine Erscheinungsform des Donnergottes Donar/Thor handeln dürfte. Jan de Vries wies im Bezug auf die Germanizität bestimmter Hercules-Inschriften, insbesondere der „Magusanus-Inschriften“, darauf hin, dass das wesentliche verbindende Merkmal des Hercules und des Donar/Thor die Körperkraft sei bzw. die Personifizierung dieser Kraft. Günter Neumann denkt, dass es sich beim Namen des Gottes Hercules Magusanus um eine Bildung aus lateinischem Theonym mit germanischem Beinamen handle und dass dieses germanische Element ein konservatives Sprachrelikt einer Bevölkerung darstelle, die in einem starken Prozess der Akkulturierung in einem gallo-römischen Umfeld stand. Er unterstützt Norbert Wagner, der den Namen zu einer Ableitung von germanisch *Maguz/s-na- „der zur Kraft, Stärke Gehörende; mit Kraft Ausgestattete“ erklärt. Rudolf Much und ihm folgend Siegfried Gutenbrunner stellten den Namen dagegen zum gallischen *Magusanos „der vom Feld“ (zu magos „Feld“). Der Name könnte demnach von einem Ortsnamen abgeleitet sein, möglicherweise von Noviomagus, dem vermuteten Hauptort der Bataver (so zuvor auch Theodor Mommsen). In diese Richtung argumentiert ferner Hermann Reichert. Eduard Norden verband den Beinamen Magusanus wiederum mit dem Ortsnamen „Mahusenham“, dem heutigen Myswinkel bei Duurstede.
In diesem Kontext der Akkulturation und zuvor der Ethnogenese der Bataver im Niederrheingebiet ist der Kult des Hercules Magusanus als deren Hauptgottheit zu sehen.